# Großsteingrab Menz
Das Großsteingrab Menz ist eine megalithische Grabanlage der jungsteinzeitlichen Trichterbecherkultur bei Menz, einem Ortsteil von Stechlin im Landkreis Oberhavel (Brandenburg).

## Lage
Das Grab befindet sich nordöstlich von Menz im Wald, direkt westlich eines nach Neuroofen führenden Waldwegs.

## Forschungsgeschichte
Die Anlage ist auf älteren Karten verzeichnet, wurde aber merkwürdigerweise sowohl von Eberhard Kirsch als auch Hans-Jürgen Beier bei ihren Aufnahmen der megalithischen Grabanlagen Brandenburgs zu Beginn der 1990er Jahre übersehen. Das Grab wird vom Land Brandenburg sowohl als Naturdenkmal als auch als Bodendenkmal geführt.

## Beschreibung
Es handelt sich um eine kleinere Anlage, die durch ältere Grabungstätigkeit stark in Mitleidenschaft gezogen ist. Gemäß der Beschreibung im Geoportal Brandenburg liegen hier die „Reste einer Steinkiste, möglicherweise eines erweiterten Dolmen oder Großdolmen“ vor. Auf Fotos ist eine Grabkammer mit wohl drei Wandsteinpaaren an den Lang- und je einem Abschlussstein an den Schmalseiten erkennbar. Alle Steine stecken tief im Boden. Von den Decksteinen ist nur noch einer erhalten. Er liegt verschleppt außerhalb der Kammer. Zur Orientierung und den Maßen der Kammer liegen keine Angaben vor. Über mögliche Funde aus dem Grab oder seiner Umgebung ist nichts bekannt.